# Емануил Габровски
Емануил К. Габровски е български политик, бивш кмет на Русе.
Правителството на Кимон Георгиев, дошло на власт с преврата на 19 май 1934 г., премахва общинските съвети и с това ликвидира местното самоуправление. Кметовете се назначават от министъра на вътрешните работи и народното здраве. Общините се управляват от „постоянно присъствие“, изпълняващо функцията на общински съвет.
Назначаването на кмет на Русе се забавя поради спорове сред превратаджиите. Едва в края на месеца, на 31 май с указ № 9 за кмет е назначен Емануил Габровски. Той е от известна търговищка фамилия, виден общественик и индустриалец. По време на кметуването си се отказва от заплата. По-късно с тези средства е изграден „Мостът на въздишките“. Той е кмет около 6 месеца, но работи активно за развитието на града. Наясно е, че е временно на този пост, не се заема с уволнения на служители от общината. Напротив – дори заявява, че ако има такива, ще им бъде намерена друга работа. Решава много важни въпроси – приемане на бюджета и изясняване на строежа на градска кланица и градски хали. Осигурява средства за довършване разширението на Девическата гимназия и училищата „Ангел Кънчев“ и „Стефан Караджа“. По негова инициатива се откриват „народни кухни“ за бедни и безработни.
Е. Габровски работи прагматично и без да вдига шум. Липсва му начинът на работа на новите управляващи, т.е. по военному. Неговият стил не допада на централната власт в София, което ускорява освобождаването му от поста. Това се посреща с удовлетворение от Емануил Габровски и той се отдава на работата в своята фирма.